# Vojtěch Mastný (historik)
Vojtěch Mastný (* 26. února 1936 Praha) je česko-americký historik. Specializuje se na moderní dějiny, zejména pak na tematiku studené války.

## Život
Vojtěch Mastný se narodil v právnické rodině, jeho prastrýcem byl významný diplomat téhož jména. Pro svůj původ nesměl studovat, stal se strojním dělníkem a až dodatečně si mohl doplnit středoškolské i vysokoškolské vzdělání (středověké dějiny na FF UK). Pracoval v městském archivu ve Slaném, a to do roku 1962, kdy emigroval do USA. Díky znalosti jazyků vystudoval Kolumbijskou univerzitu a postupně zde dosáhl pozice profesora historie a mezinárodních vztahů. Přednášel na několika dalších amerických univerzitách a působil jako bezpečnostní expert, mj. v pozici vedoucího projektu studia dějin NATO na Woodrow Wilson Center ve Washingtonu. Stal se autoritou v problematice studené války a pro léta 1996–1998 též prvním badatelem oceněným postem Manfred Wörner Fellowship (NATO).

## Výběr z díla
- Russia’s road to the cold war. Diplomacy, warfare, and the politics of communism, 1941-1945. New York : Columbia University Press, 1979.
- The Helsinki Process and the Reintegration of Europe. Analysis and Documentation, 1986-1990. New York : New York University Press, 1992.
- Turkey between East and West. New challenges for a rising regional power. Boulder : Westview Press, 1996.
- Studená válka a sovětský pocit nejistoty. 1947-53, Stalinova léta. Praha : Aurora, 2001.
- Konfrontationsmuster des Kalten Krieges 1946 bis 1956. Mnichov : Oldenbourg, 2003. (s G. Schmidtem; eds. N. Wiggershaus a D. Krüger)
- Protektorát a osud českého odboje. Praha : Eurolex Bohemia, 2003.

## Ocenění
- Cena George Louise Beera (Americká asociace historiků, 1997)
- Medaile Františka Palackého (Akademie věd, 2007)
- Pamětní medaile Karla Kramáře (premiér ČR, 2009)